# 위현
위현(衛玄, 541년 ~ 617년) 혹은 위문승(衛文昇)은 북주, 수나라의 정치인 겸 장군이다. 본명은 위현이지만 자인 문승으로 더 알려져 있다. 하남군 낙양 사람이다. 주로 위험한 곳에 파견되어 민심을 돌보았다. 제2차 여수전쟁에서는 평양을 직공한 별동대 중 유일하게 전력을 보존한 채 퇴각하여 다른 장수들은 제명될 때 승진하였다. 이후 경조내사가 되어 장안을 맡았으며 양현감의 난을 고전한 끝에 진압하였다. 다만 그도 수나라의 몰락을 막을 수는 없었다.

## 생애

### 북주 시절
젊은 시절부터 도량과 식견이 있어 우문옹(훗날 북주 무제)이 노공(魯公)일 때 기실(記室)로 등용되었고, 이내 급사상사(給事上士)가 되었다. 아버지의 봉작인 흥세공(興勢公)을 이어받았고 식읍은 4,000호였다. 무제에게 만정보대(萬釘寶帶)를 받을 정도로 신임을 얻어서 여러 차례 승진한 끝에 개부의동삼사에 오르고 태부중대부(太府中大夫)와 경조윤을 겸했으나 선제 때 황제의 뜻을 거역하여 면직되었다. 580년(대상 2년) 양견(훗날 수 문제)이 섭정으로서 승상에 오르자 검교웅주사(檢校熊州事)로 복귀했고 화주(和州)에서 일어난 만(蠻)의 반란을 행군총관이 되어 토벌하였다.

### 위무사로서의 재능
581년(개황 원년) 수나라가 건국되자 동궤군공(同軌郡公)에 봉해지고 회주총관(淮州總管)과 남주자사(嵐州―, 지금의 산시성 서북부)를 거치면서 장성 건설을 감독하였다. 이후 위위소경으로 지내던 중 601년(인수 원년) 산료(山獠)가 반란을 일으키자 자주자사(資州―, 지금의 쓰촨성 네이장시)에 임명되어 진무(鎭撫)할 것을 명받았다. 마침 대뢰진(大牢鎭)이 공격받고 있었기에 홀로 산료의 진영으로 들어가 설득하니 스스로 해산하고 10여만 명이 귀부하였다. 문제가 매우 기뻐하여 비단 2,000필을 내리고 수주총관(遂州―, 지금의 쓰촨성 쑤이닝시)에 앉혀 검남(劍南)을 안무하도록 했다. 604년 양제가 즉위하여 위위경으로 다시 중앙으로 부르자 슬퍼하는 이민족이 매우 많았다.
606년(대업 2년) 공부상서(工部尙書)로 옮겼는데 위군의 민심이 여태껏 잡히지 않아 그 태수까지 겸하며 수차례 조정과 재임지를 오갔다. 608년 우후위대장군(右候衛大將軍)이 되었다가 612년 형부상서로 옮겼다. 제2차 여수전쟁에 참전하여 3월(음력), 수나라군이 요하를 도하하는 데 성공하고 요동성을 포위했을 때 양제의 명을 받아 유사룡과 함께 요하 동쪽의 주민들을 위무했다. 6월(음력), 우문술, 우중문 등과 함께 고구려의 수도 평양을 직공하는 별동대로도 뽑혀 검교우어위대장군(檢校右禦衛―)으로서 증지도(增地道)군을 이끌었는데, 살수(지금의 청천강)에서 강을 건너 돌아오던 중 대패하였다. 다만 유일하게 전력을 보존한 채 퇴각하여 금자광록대부(金紫光祿大夫)에 올랐다.

### 낙양 구원
613년 양제가 제3차 여수전쟁을 일으켜 고구려로 출병할 때 기존의 형부상서는 유지한 채 경조내사를 겸하여 대왕(代王) 양유(훗날 수 공제)와 함께 수도 장안을 지켰다. 이때 편의종사가 허락됐다. 6월(음력), 양현감이 난을 일으켜 낙양을 포위하자 70,000명을 이끌고 구원하러 갔다. 화음(華陰)에서 양현감의 아버지인 양소의 무덤을 파서 평탄하게 만들고 유골은 불태웠다. 동관(潼關)을 지나자 장수들이 효산(崤山, 殽山)과 함곡관(函谷關)의 복병을 우려하여, 섬현(陝縣)에서 강을 따라 동쪽으로 내려가 하양(河陽, 지금의 허난성 멍저우 시)으로 빠르게 간 뒤에 배후에서 양현감을 치자고 하였다. 그러나 애송이도 안 쓸 계책이라고 내치고 북을 치며 계속 전진하니 과연 위현의 생각대로 무탈하게 함곡관을 통과했다.

### 고전 끝에 양현감 진압
무분랑장(武賁郎將) 장준(張峻)은 미끼로 삼아 남쪽으로, 위현은 본대를 이끌고 낙양의 북쪽으로 향했다. 양현감도 가만히 있지 않고 요격해와서 몇 차례 싸운 후 위현은 금곡(金谷)에 진을 쳤다. 군중에서 수 문제에게 제사를 지내 그동안의 은덕에 감사하며 결사(決死)를 다짐하였다. 이에 눈물을 흘리지 않는 자가 없었다.
선봉 20,000명으로 전수(瀍水)와 간하(澗河)를 건너 싸웠는데 양현감이 거짓으로 도망가는 데 속아서 쫓다가 복병에 당하고 말았다. 며칠 후 다시 맞붙었는데 양현감이 전령을 위조하여 관군이 양현감을 쓰러뜨렸다고 거짓으로 크게 외치니 위현군의 태세가 자못 나태해졌다. 양현감이 바로 수천 명의 기병으로 몰아쳐서 궤멸되고 8,000명만 데리고 후퇴하였다. 위현군은 태반의 사상자가 발생할 정도로 고전했으며 전투가 길어져 군량도 떨어졌다. 그래서 북망산(北邙山, 北芒山)에 진을 치고 흩어진 병사를 수습하여 결전을 시도하였다. 하루 동안 10여 회를 교전하다가 양현감의 동생 양현정(楊玄挺)이 유시(流矢)에 맞아 죽자 마침내 양현감군이 점차 물러났다.
양현감의 공격을 막으며 낙양을 지키고 있던 민부 상서(民部―) 번자개(樊子蓋)도 공격을 시작했고, 양제가 고구려에서 철수하며 급파한 무분랑장 진릉(陳稜), 무위장군(武衛―) 굴돌통(屈突通), 좌익위대장군(左翊衛―) 우문술, 우효위대장군(右驍衛―) 내호아 등도 원병으로 도착했다. 결국 양쪽에서 협공하니 양현감이 당해내지 못하고 서쪽으로 달아났다. 곡사만선(斛斯萬善)과 방옥(龐玉)을 선봉으로 삼아 추격하여 문향(閿鄕, 지금의 허난성 링바오 시)에서 따라 잡았다. 우문술, 굴돌통 등과 합공하니 드디어 난을 완전히 진압하였다. 이 공으로 우광록대부에 오르고 좋은 밭과 저택, 수많은 재물을 하사받았다. 양제는 위현의 신변에 혹시 일이 생길까 염려하여 천 명의 호위병까지 붙여주었다. 번자개와 함께 옥린부(玉麟符)도 받았다.

### 수나라 말기의 혼란
615년 관중에 도적이 들끓고 백성들에게는 기근이 덮쳤기에 안무하려고 했으나 수나라 정부의 기능 마비와 부정부패로 위현조차 이를 구휼할 수가 없었다. 결국 노년을 이유로 은퇴를 청했으나 허락되지 않았다. 617년 이연(훗날 당 고조)이 장안으로 진격해오자 지키지 못할 것을 알고 근심하고 두려워하다가 병을 핑계로 정사에 관여하지 않았다. 장안이 함락되자 집으로 돌아가 의녕 연간에 죽었다. 나이 77세였다.

## 평가
양현감의 난을 진압했을 때 양제는 위문승을 사직지신(社稷之臣), 즉 나라의 안위를 맡은 중신이라 일컫고 그가 편안해야 사직도 편안하고 그가 위태로우면 사직도 위태롭다고 하였다. 《수서》에서는 “동도의 포위를 풀고, 주선에도 크게 힘쓰고, 서경도 지켜낸 위문승에게 어찌 수나라에 부정부패가 만연했던 것을 책망하겠는가”라고 하였다.

## 가계
- 조부 : 위열(衛悅)
  - 부 : 위표(衛扌剽)
    - 본인 : 위현
      - 자 : 위효칙(衛孝則)

## 같이 보기
- 살수 대첩
- 이밀

## 참고 문헌
- 《수서》63권 열전 제28 위현
- 《북사》76권 열전 제64 위현